# Милгем
Проект МИЛГЕМ (Клас Ada korvet), названието на проекта произлиза от турските думи „Milli“ и „Gemi“ „Национален“ и „Кораб“ Проекта Милгем е един от двата национални проекта за производство на кораби които са в ход на осъществяване в Турция. Целта на проекта е производство на съвременен военен кораб с турски технологии. Корабът е проектиран с най-съвременни технологии и дизайнът му е предмет на високотехнологичен инженеринг.
Идеята за отечествен кораб се лансира през 1996 година след подготовка на консепта и определянето на нуждите на ВМС на Турция от 12 кораба на 15 февруари 2000 година официално започва проекта по поставката на корабите.
На 12 март 2004 година в истанбулската Военна корабостроителница е учреден проектанският офис на Милгем и този офис е започнал проектирането на корветата. През ноември 2004 проектантският офис на Милгем е завършил първичният дизайн на прототипа.
След оборудването на необходимата инфраструктура за кораба първата сварка е направена на 26 юли 2005 г.
27 септември 2008 в чест на 470-ата годишнина на Морска битка при Превеза и деня на ВМС на Турция кораба е спуснат в морето.
Приемането в експлоатация на първия кораб от проекта Милгем под названието Хейбелиада (F-511)се очаква през 2011 година.
С благополучното осъществяване на проекта „Милгем“ се придобиват технологии и възможности във военното корабостроене, подводна акустика, ударни системи и електронна война. Освен придобиването на такава инфраструктура се очква около 80% от системите да бъдат турско производство.

## Спецификации

### Размери
- Дължина: 99 m
- Макс. Ширина: 14,40 m
- Газене: 3,59 m
- Водоизместимост: 2000 тона

### Оръжия
- 8 x harpoon SSM
- 1 x 76 mm Otomelara палубно оръдие
- 1 x RAM PDSM [21 клетки]
- 2x 324 mm Торпедни системи
- 2 x 12,7 mm STAMP
- S-70B SeaHawk

### Задвижване
- Главни двигатели: 2 x MTU дизелови двигатели + 1 x LM2500 газова турбина
- Трансмисия: 2 CPP
- Максимална скорост 29+ възела

### Sensörler
- 3 boyutlu Arama Radarı [SMART-S Mk2]
- Atış Kontrol Radarı
- Elektrokoptik Sensörler [AselFLIR-200]
- Seyir Radarı/LPI Radar
- Elektronik Destek Sistemi [Aselsan]
- Lazer İkaz Sistemi
- Sonar [TÜBİTAK]
- Torpido Tespit Sistemi